# Not.com.mercial
not.com.mercial — двадцать четвёртый студийный альбом американской певицы и актрисы Шер, выпущенный 8 ноября 2000 года. Альбом был выпущен эксклюзивно через Cher.com и Artist Direct, хотя в конечном итоге был ограниченный выпуск на CD. Альбом был выпущен после самого большого коммерческого хита Шер Believe. 21 декабря 2012 альбом был ещё раз выпущен через сайт Universal Music Group 'Bravado' как переиздание.

## Об альбоме
Обстоятельства появления этого альбома описала сама Шер в буклете альбома: «Весной 1994 несколько музыкантов пригласили меня поработать в окрестностях Франции. Ещё до того, как я вышла из дома, появилась какая-то „магия“. За неделю до моей поездки я просыпалась среди ночи и писала…и писала…и писала. Я была похожа на девушку в красных туфельках, я не могла перестать писать! Я прилетела в Париж, поймала пригородное такси, проехала два часа по проселочной дороге в темное время суток, в горы, по длинной дороге и там мы нашли его, „Замок“. Было страшно и захватывающе одновременно (моя любимая комбинация). Утром я встала и побежала завтракать (я опаздывала конечно … я работала над чем-то под названием „Taurus Time“) в банкетный зал. Вокруг были рыцари в доспехах, красивые королевы на стенах и огромный длинный стол, за которым все смеялись, говорили и ели. Я вошла, и все они встали, чтобы обнять меня. Я был потрясена. Мы поели и затем настало время для работы. Я так боялась, что, во время работы, все эти новые дружелюбные музыканты примут меня за глупую „Шер“ (о, боже я хотела пойти в туалет, выпить стакан воды, я хотела видеть мою мать). Но не берите в голову, всё что я говорю. Я всегда делаю так: представляю, что я могу сделать что-то, а Бог пусть позаботится об остальном! А потом все это уже случилось. Наслаждайтесь. Я надеюсь, это останется в ваших сердцах. С любовью, Я!»
В отличие от предыдущих своих альбомов, где Шер, за очень редкими исключениями, пела песни других авторов (как кавер-версии, так и написанные специально для неё), на Not.com.mercial в семи песнях из десяти она стала соавтором, «With or Without You» была написана полностью ей и только к написанию двух она не была причастна: песня «Born With the Hunger» была написана Ширли Айкхард, а «Classified 1A» заново записанная ремикс-версия её песни 1970 года, написанной Сонни Боно. Фолк/рок-ориентированный альбом с несколькими балладами был предложен WEA Records, когда Шер подписала с лейблом контракт в 1995 году. Роб Дикинс, глава Warner, отклонил проект, посчитав его «некоммерческим».
В 1999 Шер решила, что пришло время выпустить запись эксклюзивно для поклонников через её веб-сайт и Artist Direct. Хотя с альбом не были выпущены синглы, песня «Born With the Hunger» был включен на международную версию альбома The Very Best of Cher.
Песни с альбома никогда не исполнялись вживую и о самом альбоме мало информации, хотя заметки Шер в буклете диска объясняют некоторые факты. Песня «(The Fall) Kurt’s Blues», написанная с Пэтом Макдоналдом из Timbuk3 и Брюсом Робертсом, — посвящение рок-певцу Курту Кобейну, который совершил самоубийство в 1994 году.
В интервью 2000 года Шер сказала: «мы просто записали это в течение двух дней с ребятами из группы Леттермана, мы просто сделали демо».

## Список композиций
| №   | Название                    | Автор(ы)                           | Длительность |
| --- | --------------------------- | ---------------------------------- | ------------ |
| 1.  | «Still»                     | Cher, Bruce Roberts, Bob Thiele    | 6:15         |
| 2.  | «Sisters of Mercy»          | Cher, Pat MacDonald, Roberts       | 5:01         |
| 3.  | «Runnin'»                   | Cher, MacDonald, Roberts           | 3:56         |
| 4.  | «Born With the Hunger»      | Shirley Eikhard                    | 4:05         |
| 5.  | «(The Fall) Kurt's Blues»   | Cher, MacDonald, Roberts           | 5:17         |
| 6.  | «With or Without You»       | Cher                               | 3:45         |
| 7.  | «Fit to Fly»                | Cher, Doug Millett, Kevin Savigar  | 3:53         |
| 8.  | «Disaster Cake»             | Cher, MacDonald, Roberts           | 3:25         |
| 9.  | «Our Lady of San Francisco» | Cher, Michael Garvin, Rich Wayland | 2:15         |
| 10. | «Classified 1A»             | Sonny Bono                         | 2:55         |

## Музыканты
- Felicia Collins — гитара, бэк-вокал
- Sid McGinnis гитара
- Paul Shaffer — клавишные
- Bernie Worrell — синтезатор
- Will Lee — ударные, бэк-вокал
- Anton Fig — барабаны, перкуссия
- Tom Malone — тромбон
- Al Cheznovitz — труба, Флюгельгорн
- Bruce Kapler — саксофон